# The Witcher : Le Cauchemar du loup
Pour plus de détails, voir Fiche technique et Distribution.
The Witcher : Le Cauchemar du loup (The Witcher: Nightmare of the Wolf) est un film d'animation américano-sud-coréen réalisé par Beau DeMayo, sorti le  23 août 2021,. Il s'agit d'un spin-off-préquelle de la série Netflix The Witcher. Il se concentre sur l'histoire d'origine de Vesemir, mentor de Geralt et collègue sorceleur.
Le film suit Vesemir, jeune sorceleur téméraire, qui fuit la pauvreté en tuant des monstres pour remplir sa bourse. Mais lorsqu'une nouvelle créature étrange commence à terroriser un royaume déchiré par la politique, Vesemir se retrouve au cœur d'une aventure cauchemardesque qui l'oblige à affronter les démons de son propre passé.

## Synopsis
En 1165, en forêt de Kaedwen, le sorceleur Vesemir traque un leshen qui vient d’attaquer une diligence transportant un noble et ses enfants. Avant de succomber, la créature prononce quelques paroles dans un dialecte elfique ancien. Les leshen étant réputés muets, Vesemir pense alors que le leshen était contrôlé par quelqu’un, probablement un mage elfe. Vesemir part après avoir dépouillé les corps de la famille, laissant les cadavres derrière lui, malgré les supplications d’un enfant survivant du massacre.
Plus tard, se reposant dans une auberge, Vesemir reçoit la visite de l'elfe Filavandrel, qui pense que le leshen était sous le contrôle de Kitsu, une elfe qui fait partie d’un groupe de jeunes filles portées disparues. Pendant ce temps, la sorcière Tetra Gilcrest, conseillère du roi de Kaedwen, tente de convaincre son souverain d'éliminer les sorceleurs. La sorcière, qui a pris l’enfant sous son aile, dépeint les sorceleurs comme des monstres, le refus de Vesemir de s’occuper des corps dans la forêt constituant le dernier exemple de leur cruauté. Elle émet des doutes quant à la véracité de l’attaque d’un leshen aussi proche de Kaedwen et accuse le sorceleur d’en être à l’origine. Cependant Dame Zerbst, une noble de la cour, plaide en faveur des sorceleurs et rappelle qu’ils ont été créés à l’origine par les mages.  
Vesemir se souvient de sa jeunesse. Il était alors, avec sa meilleure amie Illyana, le serviteur d’un noble dont la femme avait été sauvée d'une mahr -une sorte d’araignée qui prend possession du corps de sa victime et provoque des crises de folie- par un sorceleur nommé Deglan.  Vesemir aide, non sans mal, le sorceleur à se débarrasser de la créature. Vesemir voit la récompense versée à Deglan, il est séduit par les promesses de gloire et de richesse de ce métier. Las de la servitude, il fait part à Illyana son souhait de quitter le domaine et de devenir sorceleur. Il perd alors son amitié et prend la route de Kaer Morhen afin d’y recevoir la mutation et bénéficier d’un entrainement.
De nos jours, Vesemir et un autre sorceleur, Luka, sont arrêtés pour avoir tué deux chevaliers lors d'une bagarre dans une auberge. Afin d’éviter une condamnation, Dame Zerbst persuade le roi de Kaedwen de permettre à Vesemir de se racheter. Ce dernier partira donc avec la sorcière Tetra pour débarrasser la forêt de l’elfe Kitsu qui est à l’origine de l’attaque du leshen. Dame Zerbst remet en personne la lettre de mission à Vesemir qui la reconnaît comme étant Illyana, désormais âgée de 70 ans. Elle lui indique avoir quitté la servitude et épousé un noble. Vesemir a, dans le même temps, peu vieilli en raison des mutations subies.
Vesemir et Tetra démarrent leurs recherches. Pendant le trajet, la sorcière explique à Vesemir les raisons de sa haine envers les sorceleurs. Elle lui indique que sorciers et sorceleurs partagent le même chaos, mais que ces derniers sont corrompus. Elle lui raconte l'histoire d'une jeune sorcière tuée à tort par un sorceleur en raison d’une escroquerie : le sorceleur aurait payé un cuisinier pour empoisonner un prêtre qui, submergé d’illusions, aurait désigné la jeune sorcière comme étant un monstre. Tetra est alors convaincue que tous les sorceleurs sont des êtres cupides et corrompus. Ils retrouvent l’elfe Kitsu, mutée et désormais capable de lancer de puissants sortilèges, et combattent le basilic qu’elle vient d’invoquer. Ils tuent le monstre, mais Kitsu s'échappe.
En suivant Kitsu, le duo tombe sur une école elfique abandonnée où ils trouvent les corps des autres femmes elfes disparues. Ils libèrent Filavandrel, qui leur explique être arrivé trop tard pour sauver les jeunes filles. Il indique que Kitsu a essayé de reproduire les expériences qui ont été faites sur elle. Les protagonistes arrivent à la conclusion que sa mutation n’a pu être provoquée que par des personnes maitrisant cet art : les sorceleurs.
Vesemir soupçonne Deglan et part à Kaer Morhen en quête d’explications. Tetra détruit la tanière de Kitsu, puis, de retour à la cour de Kaedwen, informe le roi de la responsabilité des sorceleurs dans les récentes attaques de monstres. Elle reçoit l'autorisation d'assiéger Kaer Morhen et d’éliminer les sorceleurs. Sur la foi de ces accusations, le roi fait également exécuter Luka, malgré les protestations d’Illyana. Cette dernière s’échappe ensuite pour prévenir les sorceleurs de la menace qui pèse sur eux.
A Kaer Morhen, Vesemir découvre un laboratoire secret, où ont été créées les nouvelles mutations. Deglan avoue à Vesemir avoir créé de nouveaux monstres, dont Kitsu, pour permettre aux sorceleurs de rester en activité et de préserver leur mode de vie, les populations de monstres étant en déclin. Ils sont alors alertés par Illyana d’une attaque imminente de Kaer Morhen. Tetra , accompagnée de soldats et des villageois assiège Kaer Morhen. Ils sont aidés de Kitsu et de ses monstres. Illyana aide les apprentis sorceleurs à s’enfuir dans les montagnes. Alors que Vesemir affronte Tetra  dans les sous-sols de Kaer Morhen, où les sorceleurs sont retenus prisonniers, Kitsu arrive et plonge Vesemir dans une illusion où il se voit avoir fondé une famille avec Illyana. Cependant, Vesemir parvient à revenir à la réalité et s'engage dans un intense combat magique avec Tetra. Abusé par une autre illusion, il croit avoir tué Tetra et Kitsu, mais lorsque la magie se dissipe, il se rend compte avoir tué un sorceleur et blessé mortellement Illyana à la place.
Tetra révèle qu'elle est la fille de la sorcière de son histoire, tuée par le sorceleur escroc. Elle est aussitôt tuée par un Deglan mourant. Ce dernier demande à Vesemir de rassembler les jeunes recrues, de prendre sa relève et d'en faire des "hommes meilleurs" avant de succomber à ses blessures. À la demande d'Illyana, Vesemir laisse Kitsu s'enfuir. Il transporte Illyana mourante hors du château en feu et l’amène au bord d'un lac, où elle a toujours rêvé de vivre. Ils partagent un bref moment avant qu'elle ne s'éteigne à ses côtés en face du soleil levant. Vesemir se met ensuite en route pour retrouver les jeunes recrues, dont le jeune Geralt, et les prend sous son aile afin de former une nouvelle génération de sorceleurs.

## Fiche technique
Sauf indication contraire ou complémentaire, les informations mentionnées dans cette section peuvent être confirmées par la base de données IMDb.
- Titre original : The Witcher: Nightmare of the Wolf
- Titre français : The Witcher : Le Cauchemar du loup
- Réalisation : Kwang Il Han
- Scénario : Beau DeMayo d'après la série littéraire Le Sorceleur de Andrzej Sapkowski
- Production : Lauren Schmidt Hissrich
- Sociétés de production : Studio Mir et Netflix
- Société de distribution : Netflix
- Pays de production : États-Unis
- Langue originale : anglais
- Genres : drame, fantasy, médiéval
- Durée : 83 minutes

## Distribution
- Theo James (VF : Alexis Victor) : Vesemir[5]
  - David Errigo Jr. (VF : Julien Crampon) : Vesemir (jeune)
- Lara Pulver (VF : Adeline Moreau) : Tetra[5]
- Graham McTavish (VF : Bruno Magne) : Deglan[5]
- Mary McDonnell (VF : Ivana Coppola) : Lady Illyana Zerbst[5]
  - Jennifer Hale (VF : Emmylou Homs) : Illyana (jeune)
- Tom Canton (VF : Pierre Tessier) : Filavandrel
- Matt Yang King (VF : Fabrice Trojani) : Luka
  - Jennie Kwan (VF : Geneviève Doang) : Luka (jeune)
- Keith Ferguson (VF : Lucien Jean-Baptiste) : Reidrich
- Adam Croasdell (VF : Sébastien Desjours) : le roi Dagread
- Luke Youngblood (VF : Enzo Ratsito) : Sugo
- Darryl Kurylo (VF : Loïc Houdré) : Sven
  - A.J. LoCascio (VF : Benjamin Bollen) : Sven (jeune)
- Harry Hissrich (VF : Fanny Bloc) : Geralt de Riv (enfant)

## Production
En janvier 2020, Netflix a annoncé qu'une adaptation en film d'animation était en préparation du studio d'animation coréen Studio Mir.

## Sortie
Lors de l'événement virtuel WitcherCon en juillet 2021, un teaser annonçant la date de sortie a été publié,. Le film devrait sortir le 23 août 2021.